# Martin Chemnitz

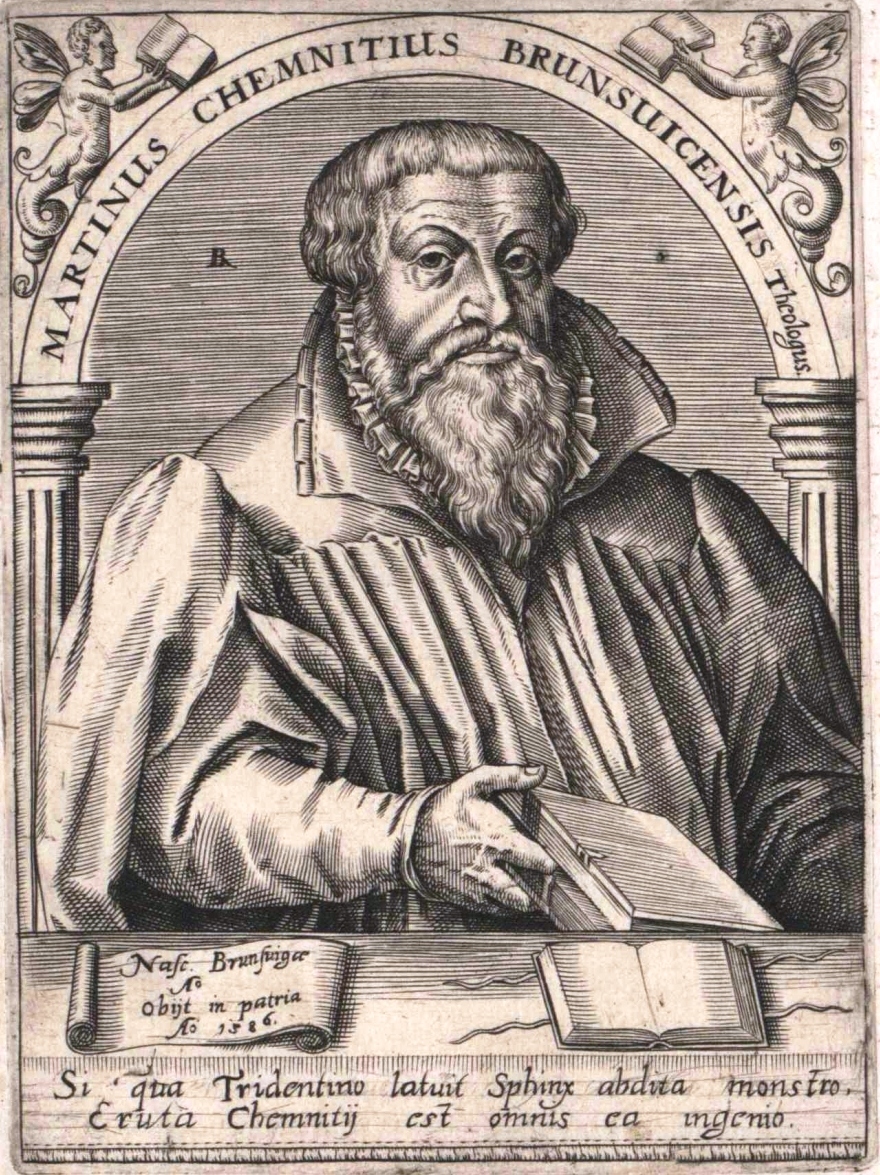
Martin Chemnitz, incisione del XVI secolo

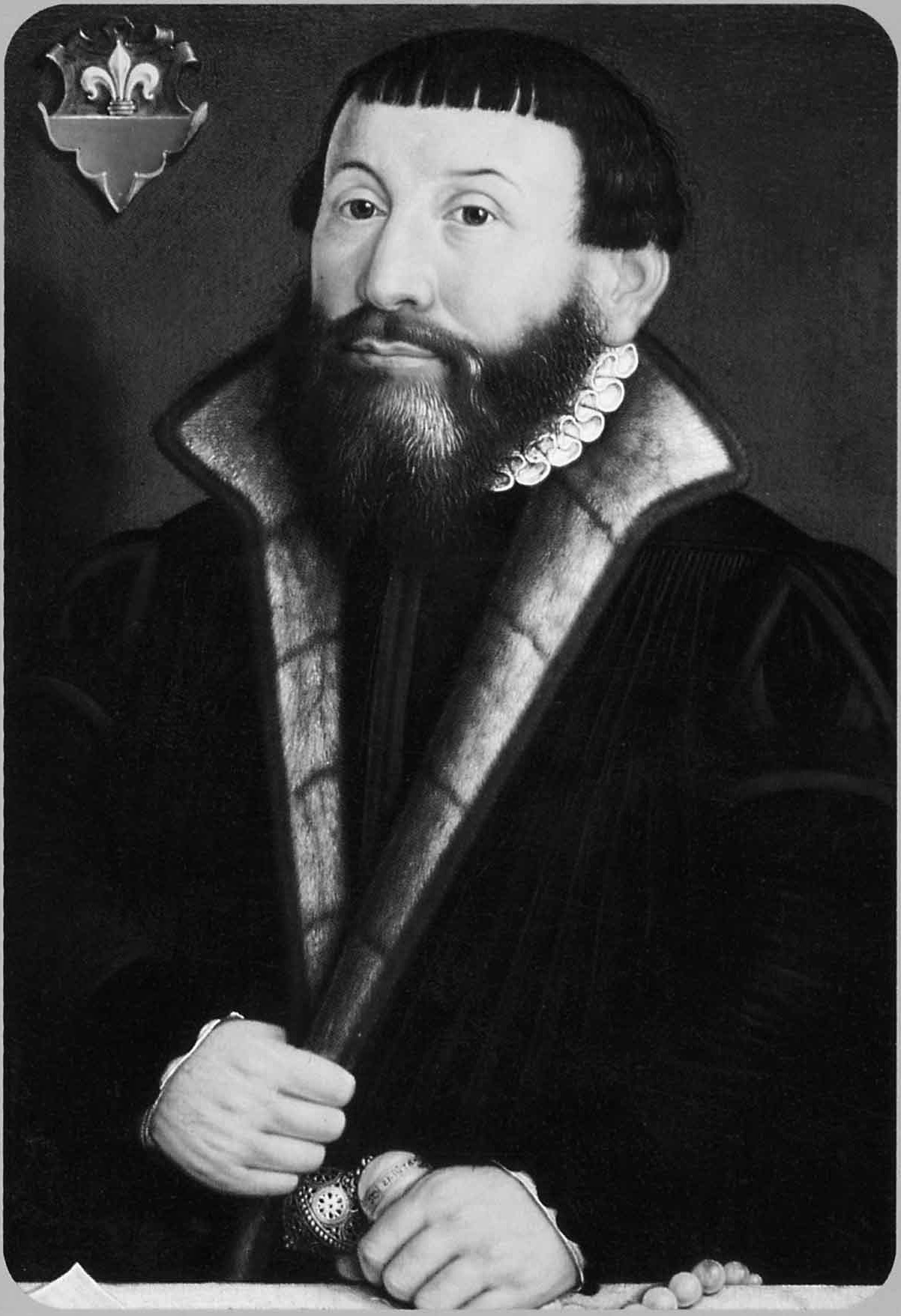
Martin Chemnitz

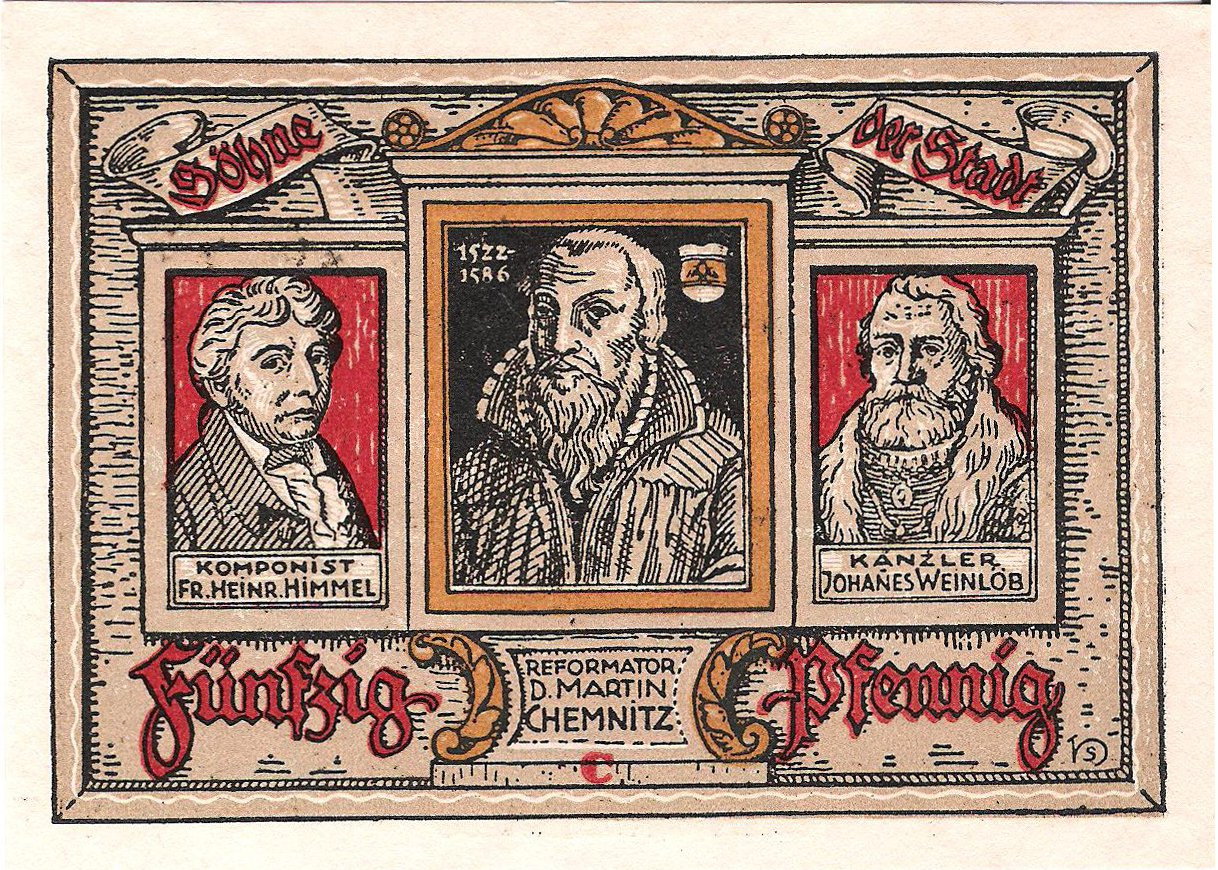
Martin Chemnitz nel mezzo di una monetazione Notgeld, Treuenbrietzen 1921

Martin Chemnitz (Treuenbrietzen, 9 novembre 1522 – Braunschweig, 8 aprile 1586) è stato un teologo e religioso tedesco, predicatore evangelico, uno tra i protagonisti della Riforma protestante tra i teologi tedeschi della seconda generazione.

## Biografia
Martin Chemnitz è stato un eminente teologo luterano della Riforma, uomo di Chiesa e confessore. Nella tradizione Luterana è conosciuto come Alter Martinus, il "secondo Martin": Si Martinus non fuisset, Martinus vix stetisset ("Se Martin [Chemnitz] non fosse venuto, Martin [Lutero] sarebbe difficilmente sopravvissuto") dice un detto comune che li riguardano. Viene commemorato come un pastore e confessore nel Lutheran Service Book della Chiesa Luterana-Sinodo del Missouri il 9 novembre.

## Primi anni ed educazione
Chemnitz, nato a Treuenbrietzen nel Margraviato di Brandenburgo da Paul e Euphemia Chemnitz, fu ultimo di tre figli. I nomi dei suoi fratelli più grandi erano Matteo e Ursula. Suo padre era un mercante agiato che è morto quando Martin aveva undici anni; in seguito a questo la famiglia soffrì di difficoltà finanziarie.
Successivamente Martin si diploma a Magdeburgo. Al termine del corso di studio diventa un apprendista tessitore. Ha aiutato la sua famiglia con la sua attività di abbigliamento gli anni successivi. A 20 anni riprende la sua formazione presso l'Università di Viadrina nei pressi di Francoforte sull'Oder. Rimane a scuola finché le sue finanze si esauriscono, poi acquisisce un posto da insegnante nella città di Wriezen, dove integra il suo reddito attraverso l'esazione della tassa locale sulla vendita del pesce. Il periodo trascorso a Francoforte gli ha dato gli strumenti di base per continuare la sua educazione in proprio, alla ricerca di argomenti a cui era interessato, dedicando la sua naturale curiosità a problemi che avevano preoccupato altri in passato.
Nel 1545 Chemnitz accompagna suo cugino Georg Sabino a scuola a Wittenberg (1545-1547), dove ha studiato con Martin Lutero e Filippo Melantone . Da Melantone ha imparato a plasmare la sua formazione teologica, a partire dalla differenza tra "legge" e "vangelo". Dalle parole di Chemnitz, anche se ha ascoltato spesso lezioni da Lutero, egli "non ha prestato l'attenzione che dovrebbe avere Lutero". (Cfr. Autobiografia) A causa della morte di Lutero e di eventi politici, Chemnitz si trasferisce all'Università di Königsberg (1547-1548). Chemnitz si laurea "Magister" in letteratura (1548). Tuttavia, una epidemia ben presto infesta la città di Königsberg, e Chemnitz si trasferisce in fretta a Saalfeld. Quando si è ritenuto sicuro, Chemnitz torna a Königsberg nel 1550, al servizio del Duca Alberto I di Prussia, come bibliotecario di corte. In cambio della cura per la biblioteca e l'insegnamento in alcuni corsi come un precettore, ha avuto libero accesso a quella che allora era considerata una delle migliori biblioteche d'Europa.
Per la prima volta Chemnitz si dedicò completamente allo studio teologico. Durante questi anni il suo interesse si spostò dalla astrologia, che aveva studiato a Magdeburgo, alla teologia. 
Ha iniziato il suo proprio corso di studi con lo studio attento della Bibbia nella lingua originale con l'obiettivo di rispondere alle domande che in precedenza lo lasciavano perplesso. Quando si sentiva pronto ad andare avanti, rivolse la sua attenzione ai primi teologi della chiesa, i cui scritti lesse meticolosamente e con attenzione. Poi si interessò alle dispute teologiche del tempo, ancora una volta leggendo con cura, mentre prendeva appunti. Questo metodo precoce di auto scolasticismo luterano era stato suggerito da Melantone (cfr. Autobiografia).

## La sua vocazione di riformatore, religioso e teologo
Chemnitz tornò a Wittenberg nel 1553 ospite di Melantone. Nel gennaio 1554 entra a far parte della facoltà dell'Università di Wittenberg. Ha tenuto lezioni sulle Loci Communes di Melantone, dalle cui lezioni ha compilato i suoi Loci Theologici, una teologia sistematica. Fu ordinato al ministero sacerdotale il 25 novembre 1554 da Johannes Bugenhagen, e divenne coadiutore di Joachim Mörlin, che era superintendente ecclesiastico del Ducato di Brunswick-Wolfenbüttel. Quando Mörlin si dimise nel 1567, Chemnitz divenne il suo successore ricoprendo la carica per il resto della sua vita.
Attraverso la sua guida, il Brunswick-Wolfenbüttel è stato portato saldamente verso il luteranesimo. Un aiuto decisivo ha avuto dal suo principe, il duca Giulio di Brunswick-Lüneburg-Wolfenbüttel, fondatore dell'Università di Helmstedt (1575-1576). Con Jakob Andreae, David Chytraeus, Nicholas Selnecker, Andrew Musculus e altri, Chemnitz ha preso parte in un movimento "centrista" che ha portato all'accordo tra luterani tedeschi con la scrittura e la pubblicazione della Formula della Concordia (1577), di cui Chemnitz è uno dei principali autori. Egli è stato determinante nella pubblicazione definitiva del Liber Concordiae nel 1580, lo standard dottrinale della Chiesa Luterana. Altre opere importanti sono Examen Concilii Tridentini [Esame del Concilio di Trento] e De Duabis Naturis in Christo [sulle due nature in Cristo]. Queste opere dimostrano le abilità di Martin Chemnitz come un teologo biblico, storico dottrinale della tradizione ortodossa luterana. Morì a Braunschweig.

## Famiglia
Chemnitz si sposò nel 1555 con Anna, figlia dell'avvocato Hermann Jäger. Dal matrimonio nacquero tre figli e sette figlie. Sono noti:
- Martin Chemnitz I († morto bambino)
- Martin Chemnitz (* 15. Ottobre 1561 a Braunschweig; † 26. Agosto 1626 a Schleswig) cancelliere alla corte del Duca Federico di Holstein-Gottorp di Schleswig-Holstein
- Paul Chemnitz prebendario nella chiesa di San Biagio in Brunswick (Braunschweig)
- Anna Chemnitz I († morto bambino)
- Margaretha Chemnitz († durante l'adolescenza)
- Hedwig Chemnitz († durante l'adolescenza)
- Magdalena Chemnitz, coniugata Jordan Straube (Bürgermeister di Braunschweig)
- Anna Chemnitz II, coniugata Jacob Gottfried (Pastore di Santa Maria in Braunschweig)
- Eva Chemnitz, coniugata Franz Haußmann (membro del Consiglio del principato di Braunschweig)
- Julia Chemnitz, coniugata Bernhard Bungensted, avvocato

## Opere

### Autobiografia
- Martin Chemnitii einhändige Lebens-Beschreibung. Nebst denen ihm zu Braunschweig gesetzen Epitaphiis [Martin Chemnitz's Submitted Life-Description {Autobiography}. Insieme con gli epitaffi a lui eretti a Braunschweig]. 1719. Traduzione inglese su An Autobiography of Martin Chemnitz. A.L. Graebner, trad. Theological Quarterly, vol. 3, no. 4 (1899).

### Supervisione e governo della Chiesa
- Brevis et Simplex Forma Examinis de Praecipuis Doctrinae Caelestis Capitibus [breve e semplice forma di esame concernente i capitoli principali della dottrina celeste]. 1571.[3]
- Kirchen-Ordnung, wie es mit Lehr und Ceremonien des Fürstenthums-Braunschweig [Ordine della Chiesa, per Dottrina e Cerimonie, del Ducato di Braunschweig]. 1569.
- Ministry, Word, and Sacraments: An Enchiridion. Luther Poellot, trad. St. Louis: Concordia Publishing House, 1981. (Originale pubblicato nel 1593 [Tedesco] e 1603 [Latino] come Enchiridion D. Martini Chemnitii.)
- Ein Schone vnnd richtige Form zu beichten [una forma buona e corretta per confessare i propri peccati]. 1603.

### Confessioni di fede e documenti relativi alla Formula di Concordia
- Acta formulae concordiae in Bergensi coenobio prope Magdeburgum [Registri della Formula di Concordia in Bergen Abbey vicino a Magdeburgo]. 1707 with Nicholas Selnecker. (Deliberazioni degli scrittori della Formula della Concordia per finalizzare questo documento).
- Apologia libri Christianae concordiae [letteralmente: Apologia del Libro Cristiano della Concordia]. con Timothy Kirchner, 1583. (conosciuto come The Apology of the Formula of Concord)
- Christliches Bedenken auf Doct. Majors Repetitio und endliche Erklärung belangend den Streit [Riflessioni Cristiane del Dr. Major's {opera}, "Repetitio," ed infine {una} Spiegazione per quanto riguarda la controversia cui è interessato]. 1568.
- Confessio ministeri Saxoni Konfession und Erklärung [Confessioni del Ministero della Sassonia: Confessione e Spiegazione]. 1571. (Testo in Tedesco).
- Corpus doctrinae Prutenicum [The Prussian Body of Doctrine]. 1568. (Un'antologia della dichiarazione di fede luterana per il dominio tedesco di Prussia)
- Corpus doctrinae Julium [The {Duke} Julius Body of Doctrine]. 1576. (Un'antologia della dichiarazione di fede luterana per il Duca Julius, Duca di Brunswick-Wolfenbüttel).
- Formulae Recte Sentiendi de Praecipuis Horum Temporum Controversiis [Forme di pensiero corretto sulle Controversie principali della Chiesa di questi Tempi]. 1576 (trovati nel Corpus Doctrinae Wilhelminum e nel Corpus Doctrinae Iulium).
- Judicium de Controversiis qvibusdam circa qvosdam A.C. articulos. 1594. Conosciute anche come: De Controversiis quibusdam, quae superiori tempore circa quosdam Augustanae Confessionis articulos motae agitatae sunt, Iudicium d. Martini Chemnitii, Polycarp Leyser, ed. Wittenberg, 1594 [sentenza su alcune controversie riguardanti alcuni articoli della Confessione di Augusta che recentemente sono sorte e causato polemiche].[4]
- Solida ac vera Confessionis Augustanae historie ... [Storia della solida e vera Confessione augustana] con Timothy Kirchner e Nicholas Selnecker, 1585.
- Wiederholte Christi gemeine Confession der Sächischen Kirchen [confessione generale cristiana ribadita della Chiesa sassone].

### Scritti omiletici e devozionali
- Andächtige Gebete wider die Teuffel in den armen besessen Leuten (Preghiere dei devoti contro il diavolo nella povera gente posseduta). 1596.
- Eine andere Predigt von auffrichtung Christlicher Schulen (Un altro Sermone sulla costruzione di scuole cristiane). 1573.
- Consilium ... de lectione patrum (Consigli ... Sulla lettura dei Padri della Chiesa). 1616.
- Echt evangelische aulegung de Sonn- und Festtags-evangelien des kirchenjahrs (Interpretazione autenticamente evangelica della Domenica e delle feste dei Vangeli nell'anno della Chiesa). 1872-1878.
  -  Primo Capitolo, su books.google.com.
  -  Secondo Capitolo, su books.google.com.
  -  Terzo Capitolo, su books.google.com.
  -  Quarto Capitolo, su books.google.com.
  -  Quinto Capitolo, su books.google.com.
  - Sechster Band
  -  Siebenter Band, su books.google.com.
- Harmoniae Evangelicae [Armonia dei Vangeli]. 1593.
- Historia der Passion Christi [Storia della Passione di Cristo]. 1590.
- Leich-Pred., Herrn Victor Beseken, gewessen Bürgemeisters in Bremen [Sermone funebre per il Signore Victor Beseken, ex Borgomastro di Brema] 1612.
- Leich-Predigt, in funere Christoph von Blanckenburg, anno 1573 gethan [Sermone funebre, alla sepoltura di Christoph von Blanckenburg, nell'anno 1573]. 1578.
- Oratio de Lectione Patrum, habita, 1554
- Oratio habita in Introductione Universitatis Juliae, 1576
- Oratio panegyrica, das ist, Trost- und Ehren-Predigt bey des weyland ... M. Chemnitii ... Leichbestätigung [Orazione Panegirica, per, sostenere e onorare il Sermone di Chemnitz presso la ... sepoltura]. 1627.
- Postilla: oder Auslegung der Euangelien welche auff die Sontage, auch die fürnembste Fest und Apostel Tage in der Gemeine Gottes abgelesen und erkläret werden [Postilla: O interpretazione del Vangelo, che nelle domeniche, anche nei giorni festivi più importanti, nella Congregazione di Dio sono lette e spiegate]. 1593.
- Postille, oder Erklärung der ordentlichen Sonn- und Fest-Tags Evangelien [Postilla, o spiegazione della santa Domenica e delle feste dei Vangeli]. 1594.
- Predigt am Sonntag Septuagesima [Sermone per Domenica di Settuagesima]. 1866.
- Eine Predigt bey der Einführung der Julius-Universität zu Helmstedt [Un Sermone per la presentazione {Duca} Università di Julius a Helmstedt]. [testo in tedesco di Oratio habita in Introductione Universitatis Juliae] 1576.
- Eine Predigt über das Evangelion Matthew 22 [Un Sermone su Matteo Evangelista, 22]. 1573.
- Ein Predigt ... über John 3:1-15 (über Luke 18:9-14) [Un Sermone ... su Giovanni 3:1-15 (su Luca 18:9-14)]. 1856-1886.

### Lettere
- Epistola de coena Domini in tertiam Apologiam Bezae [Lettera sul Cena del Signore nella terza Apologia di Teodoro di Beza].
- Epistolae Martini Chemnitii ad Matthiam Ritterum [Lettere di Martin Chemnitz a Matthias Ritter].

### Prefazione a un lavoro di Heinrich Büting
- Prefatio Doctoris M. Chemnitij [to] Heinrich Büting's Itineranium et Chronicon ecclesiasticum totius Sacrae Scriptureae [Prefazione del Doctor M{artin} Chemnitz alle Croniche Ecclesiastiche di tutte le Sacre Scritture di Heinrich Büting]. 1581.

### Rapporti e lavori della commissione di studio (Gutachten)
- Bedencken: An justum sit, fures punire suspendie [Reflection: [Riflessione: si tratta solo di questo, punire i ladri per impiccagione].
- Bedencken der Theologen zu Braunschwiegk/von dem newen Wittenbergischen Catchismo gestallet/der gantzen Christenheit zur Warnung ausgengen [Riflessione dei Teologi del Braunschweig sul Nuovo Catechismo della nuova capitale Wittenberg a tutta la cristianità pubblicata come un avviso]. 1571. (Questo documento ha aiutato il principe elettore Augusto di Sassonia a scoprire un complotto per minare la fede luterana del suo ducato da parte di cripto-calvinisti, ministri e insegnanti.)
- Bedencken: Ob die Worte der Einsetzung notwendig müssen recitiret werden? [Riflessione: se le parole dell'istituzione {della Cena del Signore} debbano necessariamente essere recitate].
- Bedencken von Beruff und Enterlaubung der Predigter [Riflessione sulla chiamata e autorizzazione dei predicatori].
- Bericht vom newen Baptischen Gregoriano Calendario, an den Landgraffen zu Hessen [Relazione sul nuovo calendario gregoriano papale, al Langravio d'Assia]. 1584. (Chemnitz era stato educato come astrologo; e lui è stato consultato sull'opportunità di adottare il nuovo calendario Gregoriano del 1582 in sostituzione del vecchio calendario Giuliano.)
- Bericht von Gelegenheit und Unterschiedt der Herzogstümer Schleswig und Holtzstein [Relazione {sulla} Locazione e Divisione dei Ducati di Schleswig e Holtstein]. 1629.
- Consilium de vitandis Calvinianis [Consigli per evitare i Calvinisti]. 1623.
- De coelibatu judicium [Giudizio concernente il Celibato ]. 1623.
- Judicium de Calendario Gregoriano [Giudizio concernente il calendario Gregoriano ].
- Judicium von der Nohtwehre [Giudizio concernente l'autodifesa]. 1623.
- Monita Chemnitiana oder heilsame Erinnerungen ehmals von D. Martino Chemnitio bey solenner Einführung der Julius-Universität [precedenti ammonizioni o salutari promemoria Chemnitiani {Chemnitz} del Dotto Martin Chemnitz alla solenne introduzione nella Università {Duca} Julius]. 1716.

### Disputatio scholastica
- Disputatio Theologica de Beneficiis Filii Dei, Domini, & Redemptoris nostri JESU CHRISTI, pro summis in Theologia honoribus consequendis habita [Disputa Teologica per quanto riguarda le benedizioni del Figlio di Dio, nostro Signore e Redentore Gesù Cristo, tenuto per gli onori appropriati e più alti in Teologia]. 1568 (Una disputazione teologica che qualifica per un dottorato in teologia).

### Trattati teologici
- Anatome Propositionum Alberti Hardenbergii de Coena Domini [Anatomia / Dissezione delle Proposizioni di Albert Hardenberg sulla Cena del Signore]. 1561.
- Bekäntnitz von der ubiquität [Confession on Ubiquity]. 1623. (Un documento che presenta la posizione di Chemnitz sulla dottrina della onnipresenza della natura umana di Cristo)
- De incarnatione filii Dei item de officio et maiestate Christi tractus [trattato sull'incarnazione del figlio di Dio, anche dell'Uffizio e la maestà del Cristo]. 1865.
- De origine Jeswitarum, et quo concilio secta illa recens instituta sit [Dell'origine dei Gesuiti, e consigli riguardanti tale setta recentemente istituita]. 1611.
- Examination of the Council of Trent. Fred Kramer, trans. 4 vols. St. Louis: Concordia Publishing House, 1971-86 (Originally published in 1565-73 as Examen Concilii Tridentini.)
- Loci Theologici. J. A. O. Preus II, trad. St. Louis: Concordia Publishing House, 1989;
- Justification: The Chief Article of Christian Doctrine as Expounded in Loci Theologici. J. A. O. Preus II, trad. St. Louis: Concordia Publishing House, 1985 (Originale pubblicato nel 1591 come Loci Theologici.)
  - Capitolo su Almsgiving from Loci Theologici, tradotto in inglese in formato .pdf
- The Lord's Prayer. Georg Williams, trans. St. Louis: Concordia Publishing House, 1999 (Originariamente pubblicato in traduzione inglese come A Svbstantial and godly exposition of the praier commonly called the Lords prayer. Cambridge, 1598; l'originale testo in Latino, mai pubblicato, è stato perduto).
- The Lord's Supper. J. A. O. Preus II, trad. St. Louis: Concordia Publishing House, 1979. (Originariamente pubblicato nel 1561 come Repititio sanae doctrinae de vera praesentia corporis et sangvinis Domini in Coena.)
- Martini Kemnitinii Von der Jesuwiten ankunfft unnd ursprung [Martin Chemnitz su arrivo e origine dei Gesuiti]. 1586.
- Ob ein: Prediger am Ältare sich selbst communiciren möge [se un predicatore presso l'altare potrebbe impartire la Comunione a se stesso]. 1623.
- Richtige und inn H. Schrifft wolgegründte Erklarung / entlicher hochwichtiger und nötiger Artickel unser Christlichen Religion / in sonderliche Tractat und Predigten gefasset [una spiegazione, corretta e fondata nella Sacra Scrittura, di alcuni articoli completi estremamente importanti e necessari della nostra religione cristiana contenuti in trattati speciali e sermoni]. 1592.
- Theologiæ Jesuitarum Brevis ac Nervosa Descriptio et Delineatio: Ex Præcipuis Capitibus Censuræ ipsorum, quæ Anno MDLX. Coloniæ edita est [una breve e sottolineata descrizione della teologia dei Gesuiti: dai principali capitoli delle loro opinioni, l'anno di cui {è} 1560]. 1560.
- Theses quaedam de unione duarum naturarum in Christo hypostatica: item de officiis et maiestate Christi Mediatoris [alcune tesi concernenti l'Unione ipostatica delle due nature in Cristo: Cioè, per quanto riguarda l'Uffizio e la maestà del Cristo mediatore]. 1558.
- Tract. de Imagine DEI in homine [Trattato sull'immagine di Dio nell'uomo]. 1570.
- Le due Nature di Cristo. J. A. O. Preus II, trad. St. Louis: Concordia Publishing House, 1971. (Originariamente pubblicato nel 1561 come De Duabus Naturis in Christo: De hypostatica earum unione: De communicatione idiomaticum.)
- Veritas religionis Lutheranae defensa [difesa della verità della religione luterana]. (testo in tedesco).
- Von der ewigen gnadenwahl [sull'eterna Elezione della Grazia]. 1892.